# Éomer
Éomer est un personnage du Seigneur des anneaux de J. R. R. Tolkien.
C'est un cavalier du Rohan, neveu du roi Théoden. Il participe aux événements de la guerre de l'Anneau, et notamment aux batailles de Ferté-au-Cor et des Champs du Pelennor. Après la mort de Théoden, il devient roi du Rohan et épouse une Gondorienne, Lothíriel.
Apparu lors de la rédaction du Livre III du Seigneur des anneaux, vers la fin de 1941 ou le début de 1942, le personnage ne subit pas de grandes évolutions. Figure du chevalier courageux, il a de nombreux liens avec la légende arthurienne ou encore Beowulf.
Éomer est un personnage relativement effacé dans les différentes adaptations du Seigneur des anneaux. Néanmoins, il assume également les fonctions du personnage d'Erkenbrand en amenant les secours aux assiégés lors de la bataille de Fort-le-Cor dans le film de Ralph Bakshi comme dans ceux de Peter Jackson.

## Caractéristiques
Éomer est aussi grand qu'Aragorn, qui mesure lui-même six pieds six pouces, soit environ 1,98 m.

« Puis l’un d’entre eux s’avança, grand, plus grand que les autres ; une queue de cheval blanche flottait à la cime de son casque. »

— J. R. R. Tolkien, Le Seigneur des anneaux

### Noms
« Éomer » est un nom vieil anglais composé des termes eoh « cheval de guerre » et mere « grand, fameux ». Ce nom est attesté à deux reprises dans la Chronique anglo-saxonne : une fois comme celui d'un ancêtre légendaire des rois de Mercie, et une autre fois en 626, comme celui d'un assassin envoyé par Cwichelm de Wessex pour tuer Edwin de Northumbrie.
Ce nom est censé être une traduction du « véritable » nom rohanais d'Éomer, qui est inconnu (bien que l'équivalent de l'élément eoh soit dit être lô ou loh). Tolkien explique avoir adopté le vieil anglais comme langue des Rohirrim parce que leur véritable langue entretient les mêmes relations historiques avec le westron (dans le cadre de sa fiction) que le vieil anglais avec l'anglais moderne (dans le monde réel).
Après son avènement, Éomer est surnommé Éadig, « béni ».
Une coquille dans la première traduction française le fait parfois apparaître sous le nom de « Eomir ».

### Généalogie
|  |  |             |             |             |             |             |             |  |  |         |         |         |         |          |          |          |          | Rois du Rohan |          |         |         |         |         |  |  |                       |                       |                       |                       |                       |                       |         |         |          |          |          |          |          |          |  |  |        |        |        |        |         |         |         |         |                      |                      |                      |                      |                      |                      |  |  |  |  |
|  |  |             |             |             |             |             |             |  |  |         |         |         |         |          |          |          |          |               |          |         |         |         |         |  |  |                       |                       |                       |                       |                       |                       |         |         |          |          |          |          |          |          |  |  |        |        |        |        |         |         |         |         |                      |                      |                      |                      |                      |                      |  |  |  |  |
|  |  |             |             |             |             |             |             |  |  |         |         |         |         |          |          |          |          | Thengel       | Thengel  | Thengel | Thengel | Thengel | Thengel |  |  | Morwen de Lossarnach  | Morwen de Lossarnach  | Morwen de Lossarnach  | Morwen de Lossarnach  | Morwen de Lossarnach  | Morwen de Lossarnach  |         |         |          |          |          |          |          |          |  |  |        |        |        |        |         |         |         |         |                      |                      |                      |                      |                      |                      |  |  |  |  |
|  |  |             |             |             |             |             |             |  |  |         |         |         |         |          |          |          |          | Thengel       | Thengel  | Thengel | Thengel | Thengel | Thengel |  |  | Morwen de Lossarnach  | Morwen de Lossarnach  | Morwen de Lossarnach  | Morwen de Lossarnach  | Morwen de Lossarnach  | Morwen de Lossarnach  |         |         |          |          |          |          |          |          |  |  |        |        |        |        |         |         |         |         |                      |                      |                      |                      |                      |                      |  |  |  |  |
|  |  |             |             |             |             |             |             |  |  |         |         |         |         |          |          |          |          |               |          |         |         |         |         |  |  |                       |                       |                       |                       |                       |                       |         |         |          |          |          |          |          |          |  |  |        |        |        |        |         |         |         |         |                      |                      |                      |                      |                      |                      |  |  |  |  |
|  |  |             |             |             |             |             |             |  |  |         |         |         |         |          |          |          |          |               |          |         |         |         |         |  |  |                       |                       |                       |                       |                       |                       |         |         |          |          |          |          |          |          |  |  |        |        |        |        |         |         |         |         |                      |                      |                      |                      |                      |                      |  |  |  |  |
|  |  | deux filles | deux filles | deux filles | deux filles | deux filles | deux filles |  |  | Elfhild | Elfhild | Elfhild | Elfhild | Elfhild  | Elfhild  |          |          | Théoden       | Théoden  | Théoden | Théoden | Théoden | Théoden |  |  | une fille             | une fille             | une fille             | une fille             | une fille             | une fille             |         |         | Théodwyn | Théodwyn | Théodwyn | Théodwyn | Théodwyn | Théodwyn |  |  | Éomund | Éomund | Éomund | Éomund | Éomund  | Éomund  |         |         |                      |                      |                      |                      |                      |                      |  |  |  |  |
|  |  | deux filles | deux filles | deux filles | deux filles | deux filles | deux filles |  |  | Elfhild | Elfhild | Elfhild | Elfhild | Elfhild  | Elfhild  |          |          | Théoden       | Théoden  | Théoden | Théoden | Théoden | Théoden |  |  | une fille             | une fille             | une fille             | une fille             | une fille             | une fille             |         |         | Théodwyn | Théodwyn | Théodwyn | Théodwyn | Théodwyn | Théodwyn |  |  | Éomund | Éomund | Éomund | Éomund | Éomund  | Éomund  |         |         |                      |                      |                      |                      |                      |                      |  |  |  |  |
|  |  |             |             |             |             |             |             |  |  |         |         |         |         |          |          |          |          |               |          |         |         |         |         |  |  |                       |                       |                       |                       |                       |                       |         |         |          |          |          |          |          |          |  |  |        |        |        |        |         |         |         |         |                      |                      |                      |                      |                      |                      |  |  |  |  |
|  |  |             |             |             |             |             |             |  |  |         |         |         |         | Théodred | Théodred | Théodred | Théodred | Théodred      | Théodred |         |         |         |         |  |  | Princes de Dol Amroth | Princes de Dol Amroth | Princes de Dol Amroth | Princes de Dol Amroth | Princes de Dol Amroth | Princes de Dol Amroth |         |         |          |          |          |          |          |          |  |  |        |        |        |        |         |         |         |         | Intendants du Gondor | Intendants du Gondor | Intendants du Gondor | Intendants du Gondor | Intendants du Gondor | Intendants du Gondor |  |  |  |  |
|  |  |             |             |             |             |             |             |  |  |         |         |         |         | Théodred | Théodred | Théodred | Théodred | Théodred      | Théodred |         |         |         |         |  |  | Princes de Dol Amroth | Princes de Dol Amroth | Princes de Dol Amroth | Princes de Dol Amroth | Princes de Dol Amroth | Princes de Dol Amroth |         |         |          |          |          |          |          |          |  |  |        |        |        |        |         |         |         |         | Intendants du Gondor | Intendants du Gondor | Intendants du Gondor | Intendants du Gondor | Intendants du Gondor | Intendants du Gondor |  |  |  |  |
|  |  |             |             |             |             |             |             |  |  |         |         |         |         |          |          |          |          |               |          |         |         |         |         |  |  |                       |                       |                       |                       |                       |                       |         |         |          |          |          |          |          |          |  |  |        |        |        |        |         |         |         |         |                      |                      |                      |                      |                      |                      |  |  |  |  |
|  |  |             |             |             |             |             |             |  |  |         |         |         |         |          |          |          |          |               |          |         |         |         |         |  |  | Lothíriel             | Lothíriel             | Lothíriel             | Lothíriel             | Lothíriel             | Lothíriel             |         |         | Éomer    | Éomer    | Éomer    | Éomer    | Éomer    | Éomer    |  |  | Éowyn  | Éowyn  | Éowyn  | Éowyn  | Éowyn   | Éowyn   |         |         | Faramir              | Faramir              | Faramir              | Faramir              | Faramir              | Faramir              |  |  |  |  |
|  |  |             |             |             |             |             |             |  |  |         |         |         |         |          |          |          |          |               |          |         |         |         |         |  |  | Lothíriel             | Lothíriel             | Lothíriel             | Lothíriel             | Lothíriel             | Lothíriel             |         |         | Éomer    | Éomer    | Éomer    | Éomer    | Éomer    | Éomer    |  |  | Éowyn  | Éowyn  | Éowyn  | Éowyn  | Éowyn   | Éowyn   |         |         | Faramir              | Faramir              | Faramir              | Faramir              | Faramir              | Faramir              |  |  |  |  |
|  |  |             |             |             |             |             |             |  |  |         |         |         |         |          |          |          |          |               |          |         |         |         |         |  |  |                       |                       |                       |                       |                       |                       |         |         |          |          |          |          |          |          |  |  |        |        |        |        |         |         |         |         |                      |                      |                      |                      |                      |                      |  |  |  |  |
|  |  |             |             |             |             |             |             |  |  |         |         |         |         |          |          |          |          |               |          |         |         |         |         |  |  |                       |                       |                       |                       | Elfwine               | Elfwine               | Elfwine | Elfwine | Elfwine  | Elfwine  |          |          |          |          |  |  |        |        |        |        | Elboron | Elboron | Elboron | Elboron | Elboron              | Elboron              |                      |                      |                      |                      |  |  |  |  |

## Histoire
Éomer naît en 2991 T. Â.. Fils d'Éomund et de Théodwyn, il est le neveu de Théoden, dix-septième roi du Rohan. Son père meurt alors qu'il a onze ans, tué par des Orques en Emyn Muil. Sa mère meurt de maladie peu après. Éomer et sa sœur Éowyn sont alors élevés par leur oncle. Devenu adulte, il est nommé Troisième Maréchal de la Marche, responsable de la partie orientale du pays.
Lors de l'été 3017 T. Â., en chemin vers Fendeval, Boromir traverse le Rohan et raconte son rêve à Éomer. En septembre, Gandalf demande audience au roi Théoden, mais celui-ci est tombé sous l'influence du magicien Saroumane à cause de son serviteur Gríma et refuse de l'écouter. Le Rohan subit alors des attaques d'Orques descendus des Monts Brumeux, et Théodred, fils de Théoden, est tué le 25 février 3018 T. Â. lors de la bataille des gués de l'Isen. Peu après, Éomer décide, avec son éored, de prendre en chasse des Orques venus d'Emyn Muil, ce que Gríma interdit. Éomer brave l'ordre et part à la poursuite des Uruk-hai qui ont enlevé les hobbits Meriadoc Brandibouc et Peregrin Touc. Les cavaliers les acculent à la forêt de Fangorn dans la nuit du 28 février, et les hobbits profitent du chaos de la bataille pour fuir sans être repérés.
Sur le chemin du retour, Éomer et ses hommes rencontrent trois étrangers, l'Arpenteur, Legolas et Gimli. Éomer leur offre les chevaux Hasufel et Arod.
Tombé en disgrâce à cause de Gríma, il est arrêté et emprisonné. Libéré après que Gandalf ai chassé Gríma, il combat, armé de son épée Gúthwinë, aux côtés d'Aragorn pendant la bataille de Fort-le-Cor, puis pendant la bataille des Champs du Pelennor, où son oncle périt face au seigneur des Nazgûl. Peu avant de mourir, Théoden le nomme son héritier. 
Couronné roi, il fonde la Troisième Lignée des Rois du Rohan et renouvelle le Serment d'Éorl, scellant l'alliance entre le Rohan et le Gondor. Il se marie avec Lothíriel, fille d'Imrahil, prince de Dol Amroth, dont il aura un fils, qui lui succédera, Elfwine. Son règne dure 65 ans, jusqu'à sa mort en 63 Q. Â..A sa mort, il demanda à voir Merry qui vint avec Pippin.

## Création et évolution
Le personnage d'Éomer apparaît durant la rédaction du chapitre du Seigneur des anneaux « Les Cavaliers du Rohan », vers fin 1941 – début 1942. Il ne connaît pas d'évolution majeure par la suite, ni de nom, ni de caractère, bien que l'idée d'en faire le neveu de Théoden ne semble être venue à Tolkien qu'en raison du lien des deux personnages avec Éowyn.

## Critique et analyse
Les Rohirrim présentent de nombreux liens avec le vieil anglais, par le choix de J. R. R. Tolkien de représenter le rohirique par le vieil anglais. Le nom même d'Éomer est présent dans Beowulf, poème étudié par l'auteur dans ses travaux universitaires et qu'il reconnaît comme source d'inspiration pour ses œuvres littéraires. Le personnage de Beowulf est aussi le fils de la sœur de son roi, tout comme Éomer est le neveu de Théoden.
La libération d'Éomer, à qui l'on vient de rendre son épée, et qui la présente ensuite à son seigneur rappelle les sagas nordiques. Ce geste de soumission volontaire est un geste puissant qui correspond aussi à un comportement chrétien, Éomer pardonnant les injustices subies pour se rallier à une autorité supérieure dans un geste rédempteur.
Éomer participe au rapprochement avec les chansons de geste. Lors de la bataille des Champs du Pelennor, lorsqu'il voit son oncle et sa sœur gravement blessé, il s'abandonne à la rage, mais très vite il se retrouve en mauvaise position : « La fortune avait tourné contre Éomer, sa furie l'avait trahi », qui rappelle la punition de l'hybris dans La Chanson de Roland.
La comparaison entre le personnage d'Aragorn et Lancelot contribue à rapprocher Éomer de Gareth : tout comme ce dernier, Éomer reconnaît la valeur d'un chevalier plus âgé (Aragorn) et lui accorde son amitié. Ce n'est pas le seul aspect qui rappelle la légende arthurienne chez Éomer : ainsi son rôle de chevalier aventureux alors que sa sœur Éowyn reste à Dunhart les rapproche de Perceval et de sa sœur dans Perlesvaus. De plus Éomer est l'héritier de Théoden, ce qui rappelle l'usage de succession celtique où l'on transmet non au fils mais au neveu, fils de la sœur.

## Adaptations

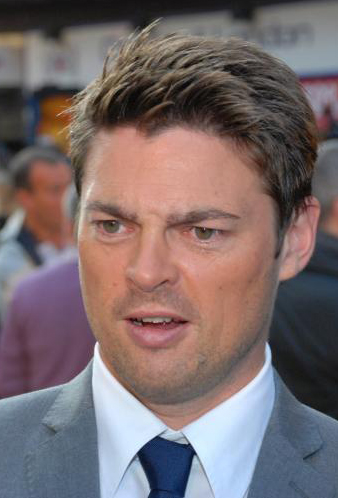
Karl Urban interprète Éomer dans les versions filmographiques de Peter Jackson.

Dans l'adaptation radiophonique du Seigneur des anneaux de 1956 pour la BBC, le rôle d'Éomer est tenu par Noel Johnson.
Dans l'adaptation du Seigneur des anneaux en dessin animé par Ralph Bakshi, en 1978, Éomer est montré combattant des Orques, puis tenant le rôle d'Erkenbrand lors de la bataille de Fort-le-Cor. Cependant, c'est un personnage muet, et aucun acteur n'a tenu son rôle en rotoscopie. Dans The Return of the King, un personnage prend la tête des Rohirrim après la mort de Théoden, mais il n'est pas clairement identifié.
En 1979, la National Public Radio réalise une autre adaptation radiophonique du roman. Éomer est doublé par Matthew Locricchio, et est présenté comme le fils de Théoden et non son neveu. Éomer apparaît également dans l'adaptation radiophonique de 1981, doublé par Anthony Hyde.
Éomer a été joué par Karl Urban dans la trilogie cinématographique de Peter Jackson. À la bataille de Fort-le-Cor, tout comme dans la version de Ralph Bakshi, il assume le rôle dévolu à Erkenbrand dans le roman.
Éomer apparaît également dans des jeux vidéo, comme La Bataille pour la Terre du Milieu, sorti en 2004, où il est un héros jouable de la faction du Rohan. Chris Edgerly lui prête sa voix.
Le personnage a également inspiré les dessinateurs, comme John Howe ou Alan Lee.
Pour son jeu de figurines Le Seigneur des anneaux, Games Workshop a créé plusieurs figurines d'Éomer.